# Mistrzostwa Europy w Lekkoatletyce 1958 – skok wzwyż kobiet

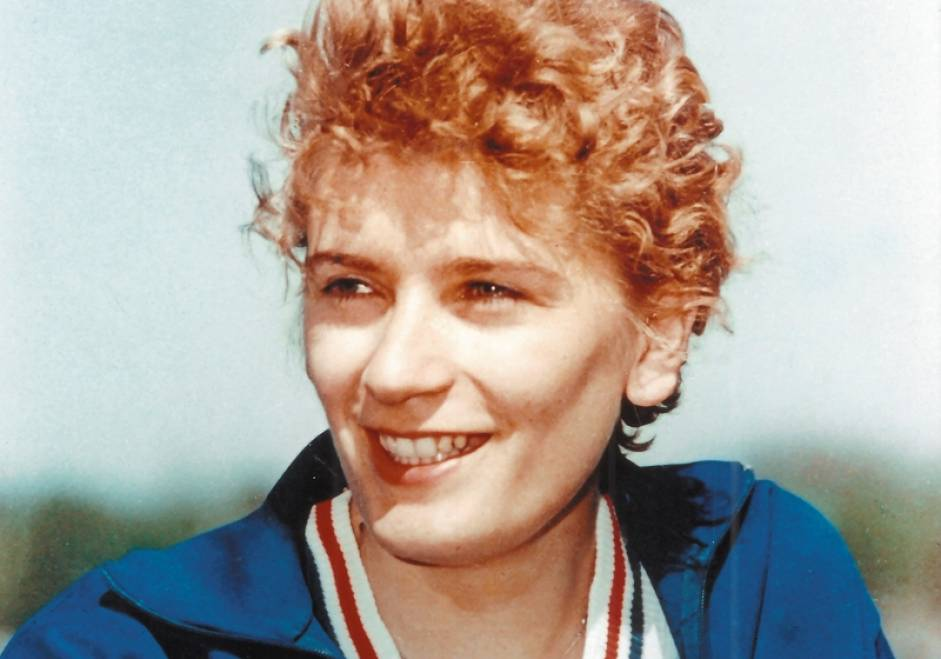
Iolanda Balaș

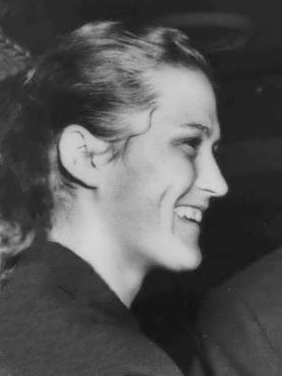
Taisija Czenczik

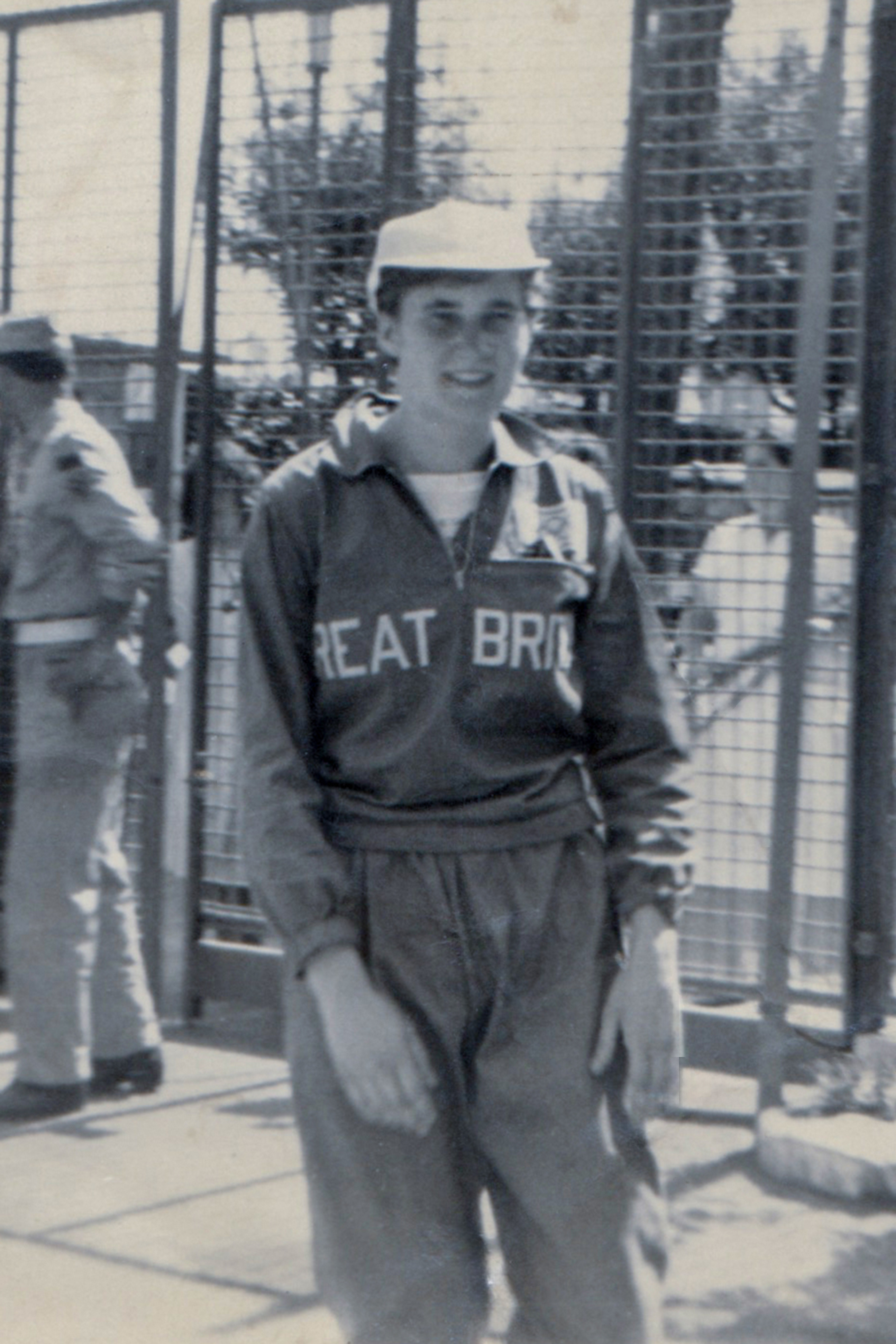
Dorothy Shirley

Skok wzwyż kobiet był jedną z konkurencji rozgrywanych podczas VI Mistrzostw Europy w Sztokholmie. Rozegrano od razu finał 21 sierpnia 1958. Zwyciężczynią tej konkurencji została Rumunka Iolanda Balaș, wicemistrzyni Europy z 1954 i rekordzistka świata. W rywalizacji wzięło udział jedenaście zawodniczek z ośmiu reprezentacji.

## Rekordy
| Rekord świata     | Iolanda Balaș (ROU)  | 1,81 | Poiana Brașov, Rumunia | 31.07.1958  |
| Rekord Europy     | Iolanda Balaș (ROU)  | 1,81 | Poiana Brașov, Rumunia | 312.07.1958 |
| Rekord mistrzostw | Thelma Hopkins (GBR) | 1,67 | Berno, Szwajcaria      | 28.08.1954  |

## Wyniki
| Miejsce | Zawodniczka          | Wynik | Uwagi |
| ------- | -------------------- | ----- | ----- |
| 1       | Iolanda Balaș        | 1,77  | CR    |
| 2       | Taisija Czenczik     | 1,70  |       |
| 3       | Dorothy Shirley      | 1,67  |       |
| 4       | Inge Kilian          | 1,67  |       |
| 5       | Galina Dolja         | 1,64  |       |
| 6       | Maj-Lena Lundström   | 1,61  |       |
| 7       | Reinelde Knapp       | 1,61  |       |
| 8       | Olga Gere            | 1,61  |       |
| 9       | Inga Söderlind       | 1,61  |       |
| 10      | Anka Rusewa          | 1,58  |       |
| 11      | Margareta Samuelsson | 1,55  |       |